# Patuxai
Patuxai (tiếng Lào: ປະ ຕູ ໄຊ, nghĩa đen là Cổng chiến thắng hoặc Cổng khải hoàn, trước đây là Anousavary hoặc tượng đài Anosavari, được người Pháp gọi là Monument Aux Morts) là một tượng đài chiến tranh ở trung tâm Viêng Chăn, Lào, được xây dựng từ năm 1957 đến năm 1968. Patuxai được dành tưởng nhớ chiến sĩ trong cuộc đấu tranh giành độc lập từ Pháp. Tên gọi tiếng Lào khi viết bằng chữ Latinh, được phiên âm khác nhau thành Patuxai, Patuxay, Patousai và Patusai. Công trình còn được gọi là Khung vòm Patuxai hoặc Khải hoàn môn của Viêng Chăn vì nó giống với Khải hoàn môn ở Paris. Tuy nhiên, công trình thường mang phong cách Lào trong thiết kế, được trang trí bằng các sinh vật thần thoại như kinnari (nửa nữ, nửa chim).

## Lịch sử
Patuxai là một từ ghép, 'Patuu' hoặc 'patu' có nghĩa là "cánh cửa" hoặc "cửa ngõ" và 'Xai', phái sinh từ tiếng Phạn 'Jaya', có nghĩa là "chiến thắng". Vì vậy, nó có nghĩa là "Cổng Chiến thắng". Patuxai được xây dựng trong một thời kỳ đầy biến động của lịch sử Lào. Nó được xây dựng khi Lào còn là một quốc gia quân chủ lập hiến và ban đầu được gọi đơn giản là "Anousavali" ("Đài tưởng niệm"), để tưởng nhớ những chiến sĩ Lào đã hy sinh trong Thế chiến II và cuộc chiến giành độc lập từ Pháp năm 1949.
Tượng đài được xây dựng bằng nguồn tiền và xi măng của Mỹ, ban đầu có mục đích dùng xây dựng một sân bay mới. Thay vào đó, Chính phủ Hoàng gia Lào đã xây dựng tượng đài, khiến nó có biệt danh là "đường băng thẳng đứng".
Tượng đài được Tham Sayasthsena, “một người lính, cựu nhà báo và nhà điêu khắc tự học” người Lào, thiết kế. Năm 1957, kế hoạch của ông đã được lựa chọn trong số kế hoạch do Cục Công chính, Cục Kỹ thuật Quân sự và nhiều kiến trúc sư tư nhân đệ trình. Tham nhận thù lao 30.000 kip. Chi phí xây dựng ước tính là 63 triệu Kip.
Tháng 5 năm 1975, cộng sản Pathet Lào lật đổ chính phủ liên hiệp và lên nắm chính quyền, chấm dứt chế độ quân chủ và một thủ tướng lai Việt nhậm chức. Họ đổi tên tượng đài là Patuxai để vinh danh chiến thắng nhờ Quân đội Bắc Việt.

## Địa lý
Patuxai nằm ở cuối Thông lộ Lane Xang tại trung tâm thành phố Viêng Chăn. Công viên Patuxay bao quanh tượng đài.

## Kiến trúc
Tượng đài có năm ngọn tháp đại diện cho năm nguyên tắc chung sống giữa các quốc gia trên thế giới. Chúng cũng đại diện cho năm nguyên tắc của Phật giáo là “hòa nhã chu đáo, linh hoạt, trung thực, danh dự và thịnh vượng”.
Tượng đài, khi được xây dựng, có các cổng ở bốn phía hướng về bốn hướng chính. Các cổng đông-tây mở ra Thông lộ Lane Xang, được sử dụng trong các cuộc diễu hành nghi lễ quốc gia. Trước mỗi cổng đều có ao. Bốn ao tượng trưng cho phần lộ thiên của một bông hoa sen (tượng trưng cho sự tôn kính của người Lào đối với những chiến binh dũng cảm của dân tộc). Bốn góc của cổng được trang trí bằng tượng vua Nāga (biểu tượng thần thoại của Lào), với mô tả tượng trưng khi phun nước (gợi ý thiên nhiên, màu mỡ, phúc lợi và hạnh phúc) xuống các ao trên mặt đất. Hai cầu thang bê tông uốn lượn từ bên trong cấu trúc chính, đi qua từng tầng, hướng lên đỉnh đài tưởng niệm. Phòng ngắm cảnh bố trí ở các tầng trên. Tầng 1 chủ yếu có các phòng làm việc của Ban quản lý di tích; Các ki-ốt kinh doanh đồ dùng du lịch (đồ tạo tác, đồ lưu niệm và đồ giải khát) cũng được đặt trên tầng này. Tầng 2 là khu vực quan trọng, nơi đặt bảo tàng, trưng bày các bức tượng, hình ảnh về các nam nữ anh hùng mang tính biểu tượng của đất nước.
Cấp tầng tiếp theo là một không gian mở, nơi bốn tòa tháp được xây dựng ở bốn góc. Những ngọn tháp này đã được trang trí bằng bích họa hoa lá. Các tháp cũng được lắp đèn điện, được bật trong ngày quốc khánh và các lễ hội quan trọng khác. Các tháp nhỏ, trang trí như đền chùa, được thiết kế theo phong cách Lào và có các chóp nhọn. Mỗi tháp có một cầu thang. Ngoài bốn tháp ở góc, có một tháp lớn hơn ở trung tâm phía trên tầng này, cũng có cầu thang dẫn lên tầng trên cùng có đài quan sát từ đó có thể ngắm nhìn toàn cảnh Viêng Chăn. Một kính viễn vọng cũng được trang bị ở tầng đó để có thể quan sát thành phố. Các kế hoạch đã được vạch ra để gắn thang máy từ hai góc chéo của tượng đài, dự kiến sẵn sàng vào năm 2010 khi lễ kỷ niệm 450 năm Viêng Chăn là thủ đô của Lào được tổ chức. Trong dịp này, toàn bộ tượng đài được đề xuất trang trí bằng hoa và chiếu sáng. Tượng đài hoành tráng vẫn chưa hoàn thành cho đến ngày nay, mặc dù chính phủ Lào đã nhiều lần cho phép cấp vốn mới.
Hệ thống đài phun nước được trang bị trong khu vườn trang nhã mới phát triển là do người Trung Quốc quyên góp. Đó là một điểm phổ biến đối với du khách và người dân địa phương đến thăm di tích vào các buổi chiều.

## Hình ảnh

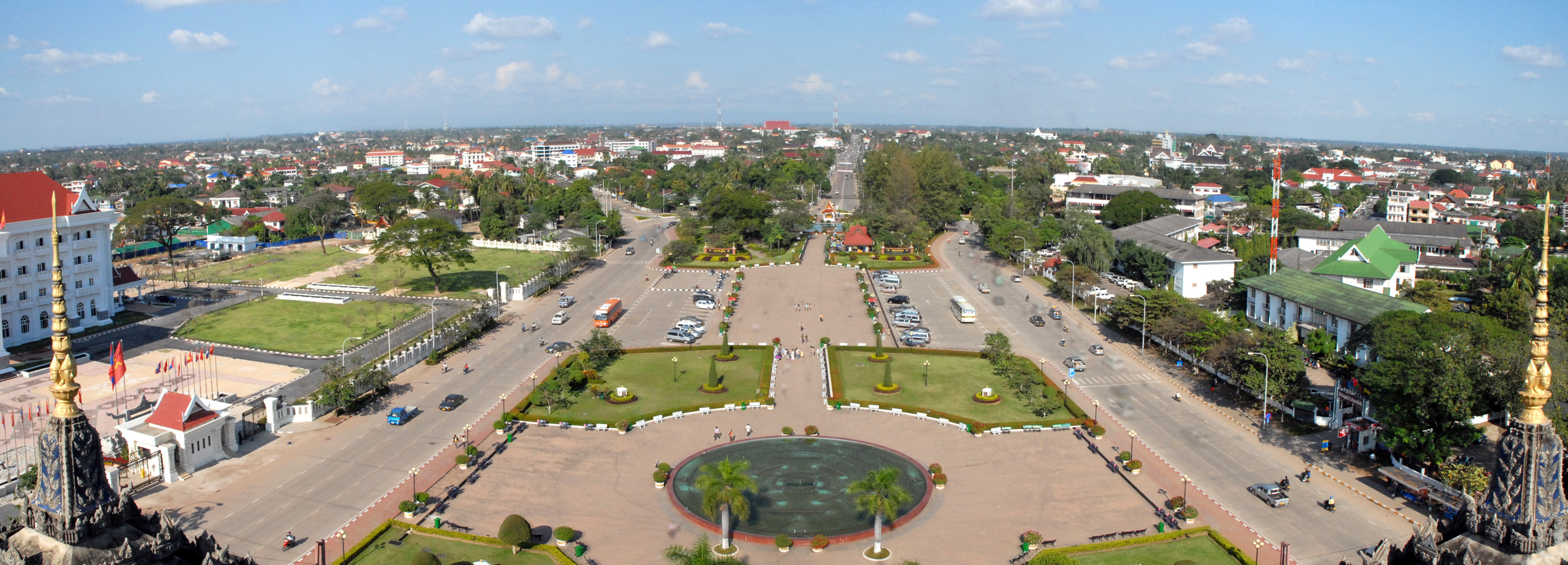
Quang cảnh thành phố nhìn từ Patuxai
Vòm hành lang trung tâm ở tầng trệt được trang trí với họa tiết các vị thần Vishnu, Brahma và Indra từ trái sang phảiVòm hành lang trung tâm ở tầng trệt được trang trí với họa tiết các vị thần Vishnu, Brahma và Indra từ trái sang phải
Lối đi dẫn vào mái vòmLối đi dẫn vào mái vòm
Toàn cảnh từ Thông lộ với đài phun nướcToàn cảnh từ Thông lộ với đài phun nước
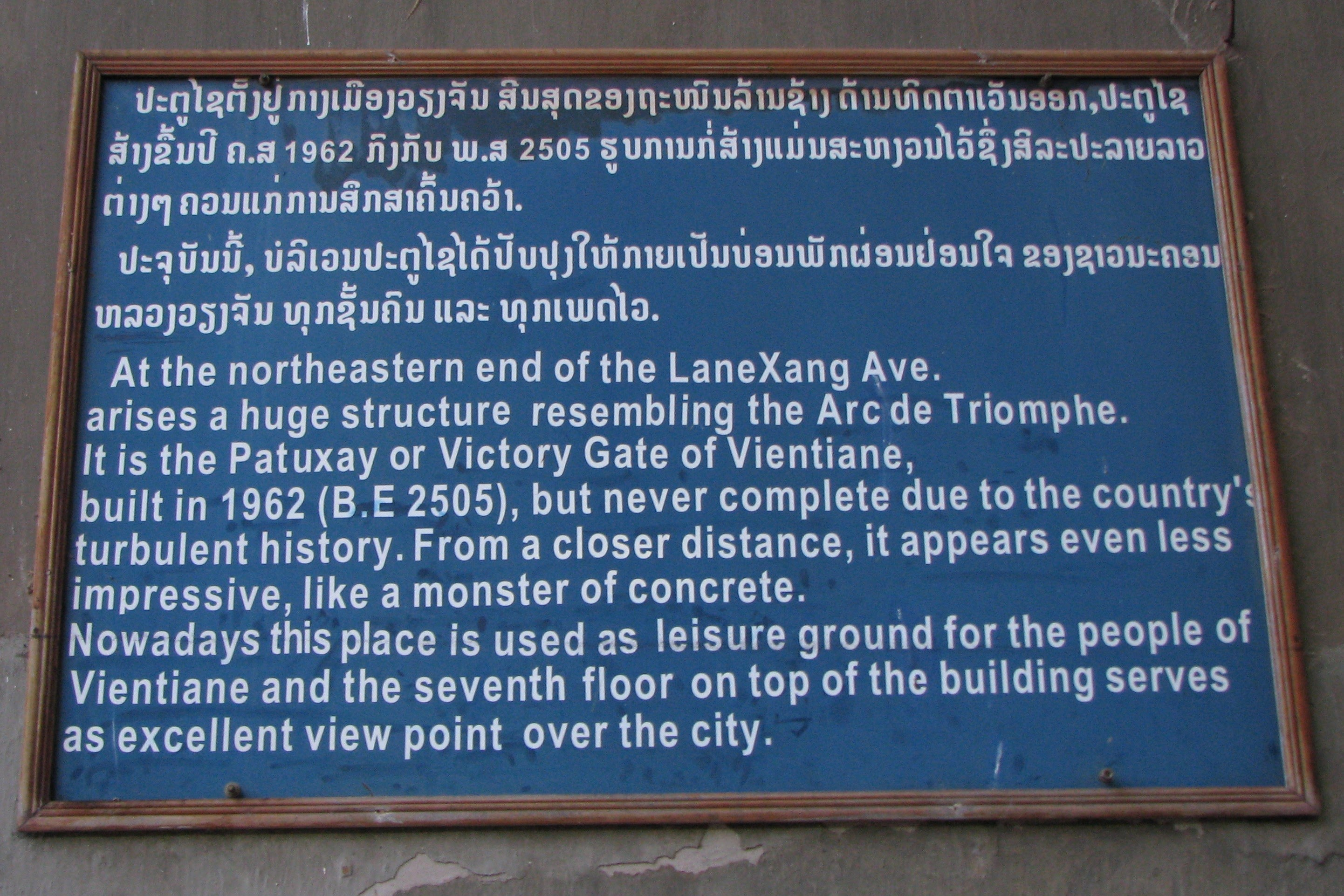
Patuxai (Một ghi chú rất chân thực)
Toàn cảnh PatuxaiToàn cảnh Patuxai